# 帶織站
帶織站（日语：／ Obiori eki */?）是位於新潟縣三條市帶織，東日本旅客鐵道（JR東日本）的信越本線車站。

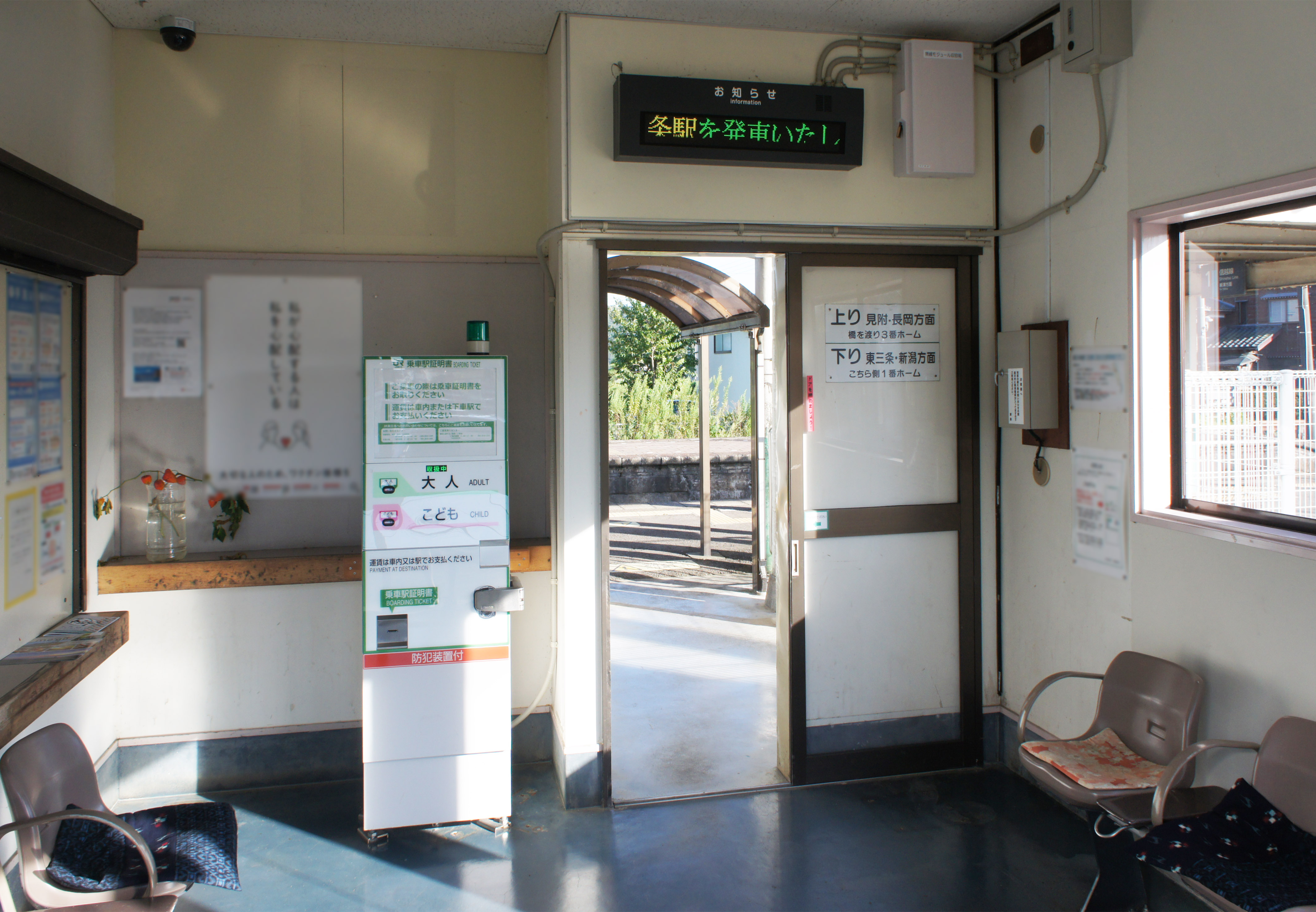
車站內部(2021年9月)

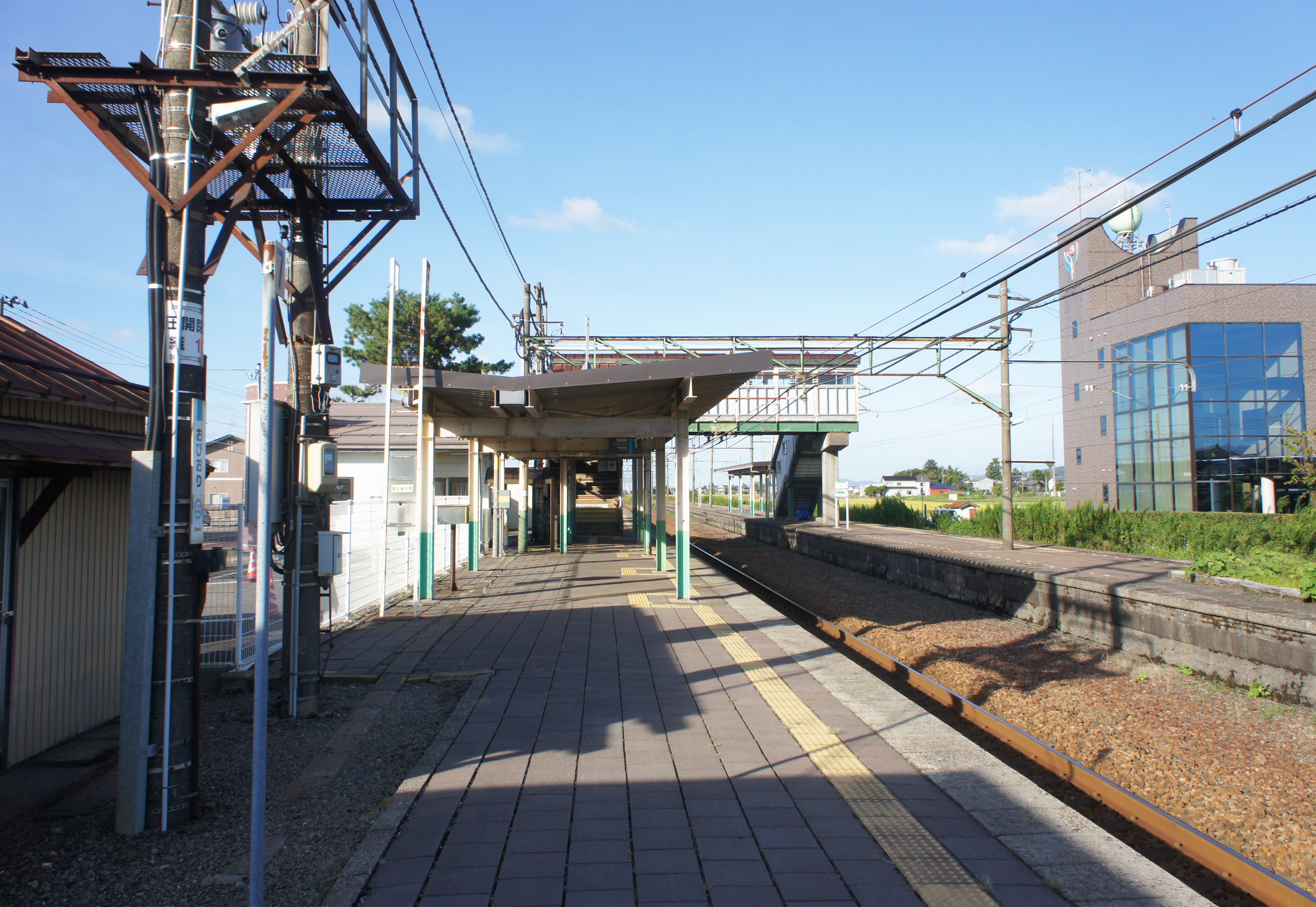
月台(2021年9月)

## 歷史
在大正時代，車站附近設有大面油田，在昭和30年代前為生產原油基地。

### 年表
- 1898年（明治31年）6月16日：北越鐵道一之木戶（現時為東三條）至長岡之間開通，此站啟用[1]。
- 1907年（明治40年）8月1日：北越鐵道根據鐵道國有法（日语：鉄道国有法）而國有化。成為帝國鐵道廳（國鐵）車站。
- 1970年（昭和45年）10月：終止貨物起卸業務[1]。
- 1985年（昭和60年）11月：變成2面2線月台[2]。
- 1986年（昭和61年）3月3日：成為簡易委託車站[1]。
- 1987年（昭和62年）4月1日：伴隨國鐵分割民營化，車站由東日本旅客鐵道（JR東日本）營運。
- 1992年（平成4年）12月：翻新車站大樓[1]。隨後，此站成為無人車站。
- 2008年（平成20年）3月15日：新潟近郊區間擴大，此站可以使用IC卡「Suica」[3]。
- 2020年（令和2年）10月1日：製造業交流基地設施「EkiLab 帶織」啟用[4]。

## 車站構造

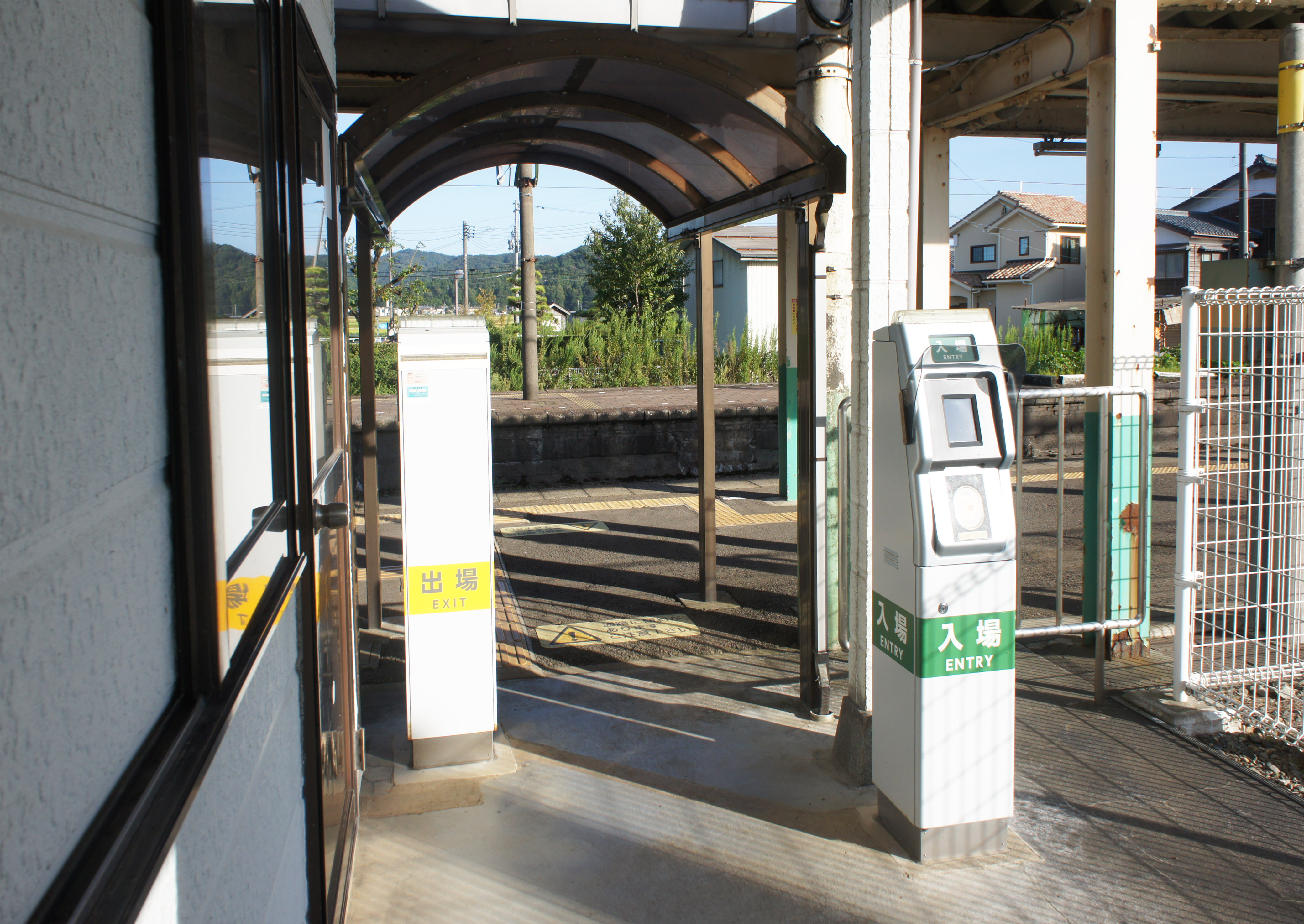
驗票口(2021年9月)

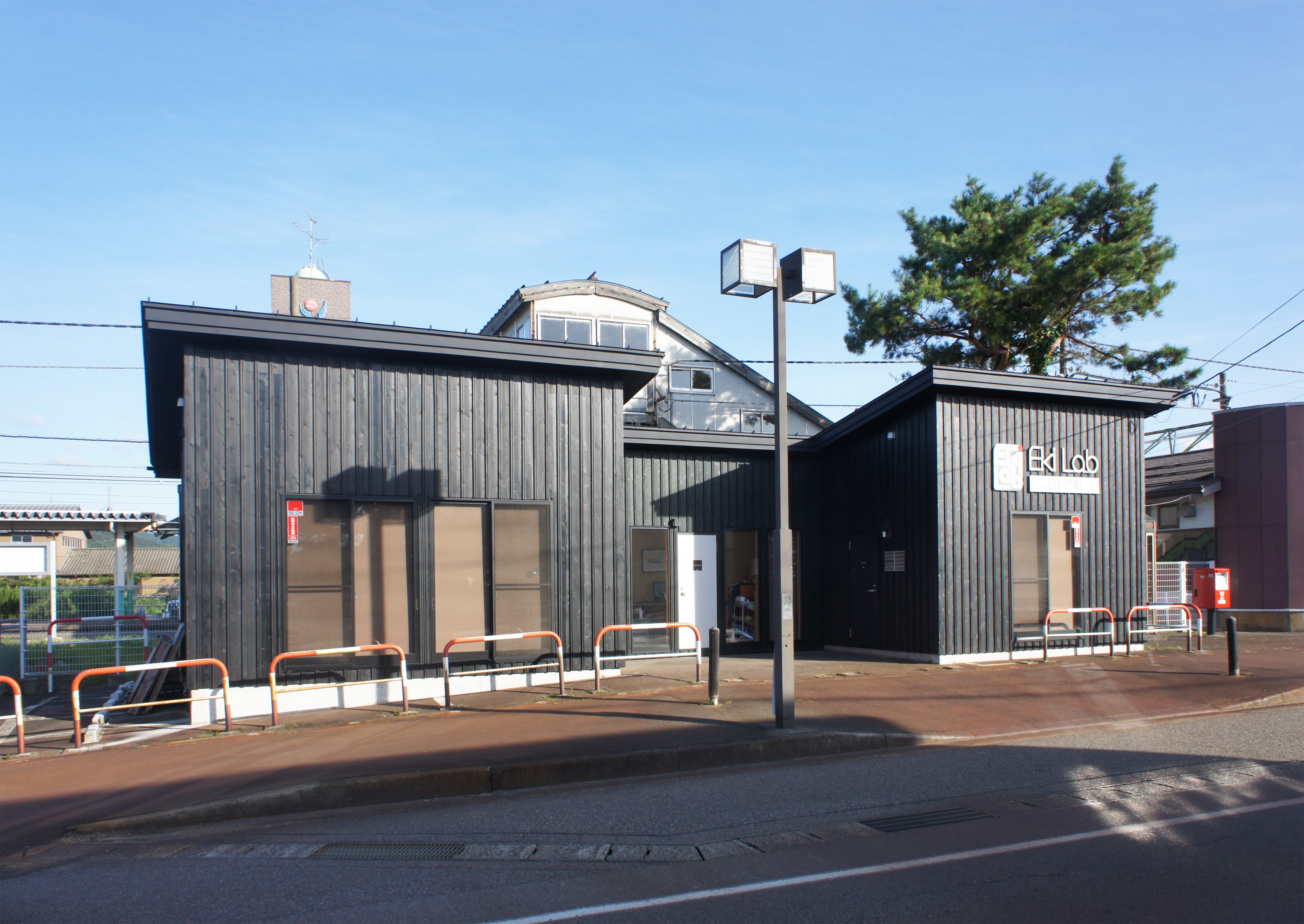
製造業交流基地設施「EkiLab」(2021年9月)

本站是地面車站，設有2面2線的單式月台，此站曾經設有2面3線月台。月台之間設有跨線橋連接。此站是由燕三條站管理的無人車站。在車站大樓內設有自動售票機（不可為Suica增值）、自動販賣機和廁所等設施。
2019年11月7日，JR東日本和Sutoka為了活用無人車站，以及建立燕三條地區的工業起源和交流基地為目的，在網上眾籌，於此站建設製造業交流基地設施「EkiLab」。2019年9月30日 - 11月29日之間進行了網上眾籌，Sutoka表示，眾籌金額突破了本身的目標金額。隨後在2020年7月17日，JR東日本、Sutoka和Dots and Lines宣布在同年10月1日啟用「EkiLab 帶織」。

### 月台
| 月台 | 路線      | 上下行 | 方向           |
| ---- | --------- | ------ | -------------- |
| 1    | ■信越本線 | 下行   | 新津方向       |
| 3    | ■信越本線 | 上行   | 見附、長岡方向 |

參考

## 車站周邊
車站周邊都是住宅區和農地。
- 新潟縣道107號帶織停車場大面線（日语：新潟県道107号帯織停車場大面線）
- 新潟縣道256號分水榮線（日语：新潟県道256号分水栄線）
- JA新潟南蒲 帶織分店
- 帶織郵局
- 三條市立大面小學

## 巴士路線

三條方向的巴士路線圖。此站位於圖下方。

在站前設有越後交通巴士站。
- 帶織站前
  - 經大面 前往東三條站前
  - 前往榮廳舍（日语：栄町 (新潟県)）

## 相鄰車站
東日本旅客鐵道
■信越本線
見附－帶織－東光寺

## 注腳
1. 1 2 3 4 5 6 7 8 9 10 11 12  . 週刊朝日百科. 14号 長野駅・新津駅・高田駅ほか. 朝日新聞出版. 2012-11-11: 24 （日语）.
2. ↑  『五十年史』P219　新潟鉄道管理局
3. ↑   (PDF) (新闻稿). 東日本旅客鉄道. 2007-12-21  [2020-05-29]. （原始内容 (PDF)存档于2016-03-04） （日语）.
4. 1 2   (PDF) (新闻稿). 東日本旅客鉄道新潟支社、ストカ、ドッツアンドラインズ. 2020-07-17  [2020-07-18]. （原始内容 (PDF)存档于2020-07-17） （日语）.
5. 1 2   (PDF) (新闻稿). 東日本旅客鐵道新潟分社、Sutoka. 2019-11-07  [2020-05-18]. （原始内容 (PDF)存档于2020-05-17） （日语）.
6. ↑  . 新潟經濟新聞. 2020-01-24  [2020-05-18]. （原始内容存档于2020-05-17） （日语）.
7. ↑  JR東日本:駅構内図 （页面存档备份，存于）（日語）

## 外部連結
- 車站資訊（帶織）：東日本旅客鐵道（日語）